# Distretto di Hammam Debagh
Il distretto di Hammam Debagh è un distretto della provincia di Guelma, in Algeria.

## Comuni
Il distretto di Guelma comprende 3 comuni:
- Hammam Debagh
- Bouhamdane
- Roknia